# Чемпионат Беларуси по женской борьбе 2025
Чемпионат Беларуси по женской борьбе 2025 года, который прошёл в городе Гомель с 6 по 7 июня во дворце игровых видов спорта.

## Командный рейтинг[2]
| Место | Женская борьба      | Женская борьба |
| Место | Команда             | Очки           |
| ----- | ------------------- | -------------- |
| 1     | Могилёвская область | 225            |
| 2     | Гомельская область  | 153            |
| 3     | Гродненская область | 133            |

## Медалистки[2]
| Категория | Золото                                 | Серебро                                   | Бронза                                                                   |
| --------- | -------------------------------------- | ----------------------------------------- | ------------------------------------------------------------------------ |
| до 50 кг  | Виолетта Ребикова · Гомельская область | Александра Вистяк · Гродненская область   | Анна Лысковец · Минская область                                          |
| до 53 кг  | Ксения Станкевич · Могилёвская область | Анастасия Енотова · Могилёвская область   | Ксения Костенич · Витебская область Виктория Волк · Могилёвская область  |
| до 55 кг  | Валерия Микитич · Могилёвская область  | Анастасия Романёнок · Гродненская область | Александра Булова · Гомельская область                                   |
| до 57 кг  | Арина Мартынова · Гомельская область   | Дарья Ильясевич · Минск                   | Елизавета Каранкевич · Витебская область                                 |
| до 59 кг  | Владислава Кудин · Гомельская область  | Надежда Буланая · Гомельская область      | Алиса Лушко · Минск                                                      |
| до 62 кг  | Вероника Иванова · Могилёвская область | Алеся Гетманова · Могилёвская область     | Татьяна Павлова · Витебская область Яна Третьяк · Гродненская область    |
| до 65 кг  | Ксения Тереня · Минская область        | Кристина Сазыкина · Могилёвская область   | Карина Фищук · Гродненская область Каролина Попова · Могилёвская область |
| до 68 кг  | Анна Садченко · Могилёвская область    | Виктория Радькова · Могилёвская область   | Маргарита Ковш · Гродненская область                                     |
| до 72 кг  | Алина Шевчук · Могилёвская область     | Кристина Куркина · Могилёвская область    | Виктория Алисеенко · Могилёвская область                                 |
| до 76 кг  | Анастасия Зименкова · Минская область  | Анна Пирская · Минск                      | Дарья Любич · Минск                                                      |